# 20393 Кевінлейн
20393 Кевінлейн (20393 Kevinlane) — астероїд головного поясу, відкритий 19 червня 1998 року.
Тіссеранів параметр щодо Юпітера — 3,211.